# Horské železnice v Indii

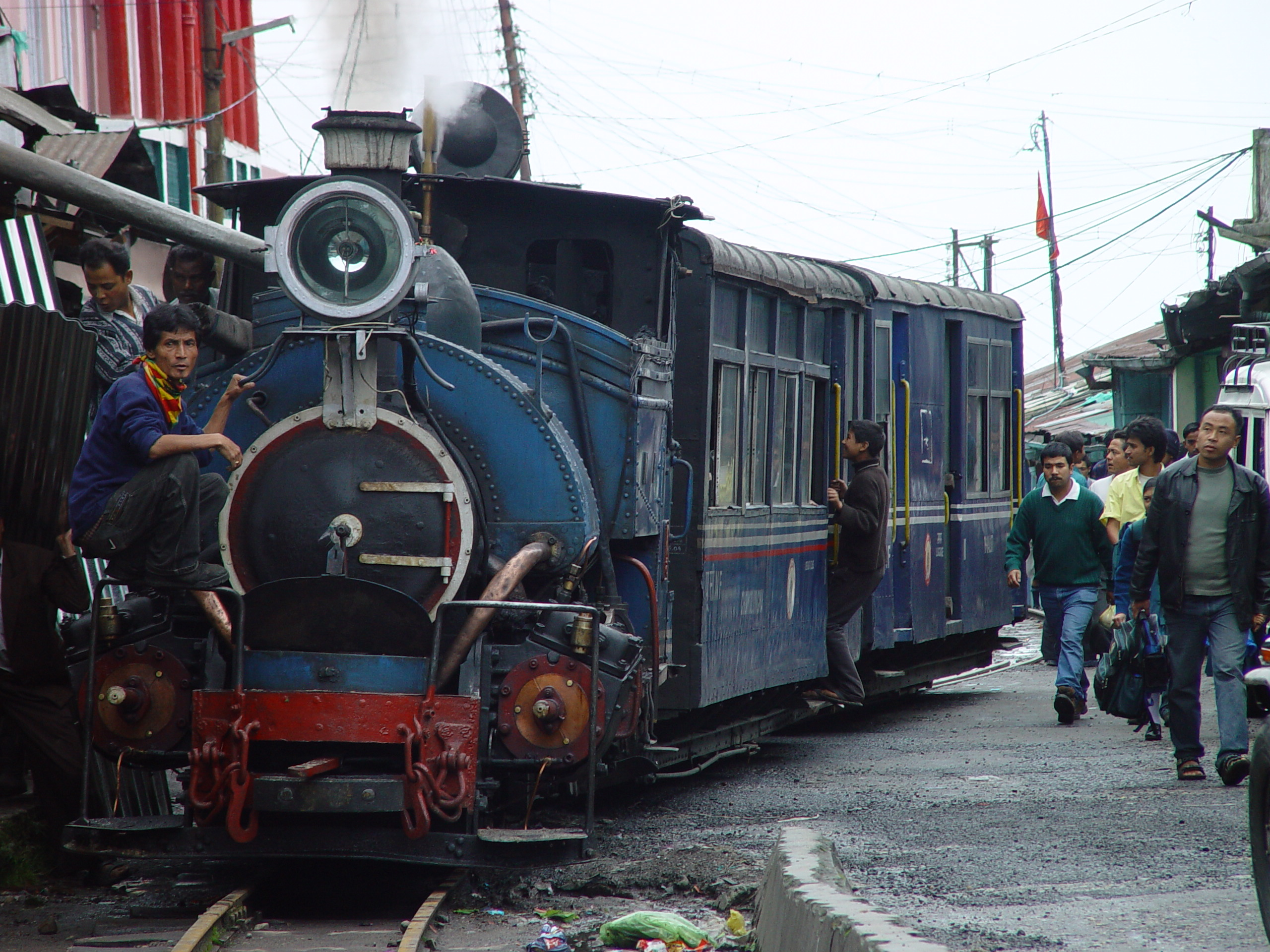
Příjezd do Dárdžilingu

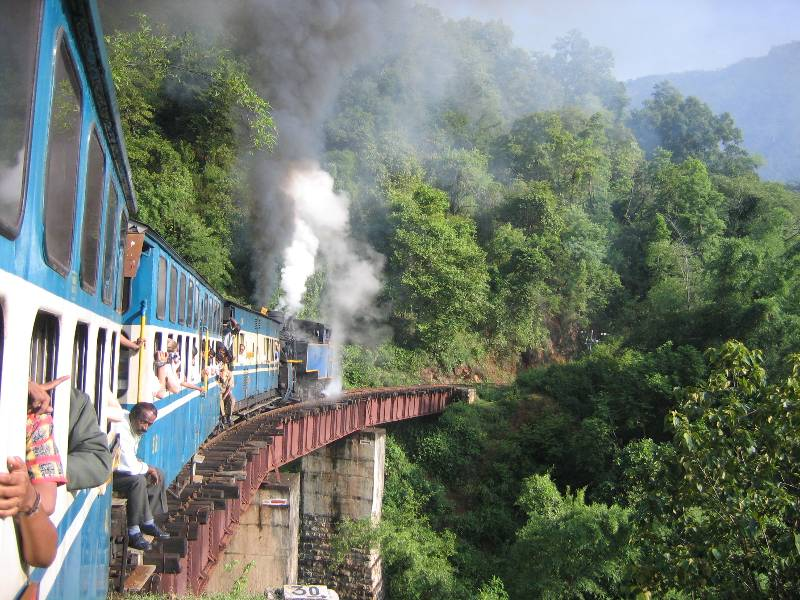
Nilgirská horská železnice

Světové dědictví Horské železnice v Indii v současné době (2017) zahrnuje tři železnice, které se nacházejí v hornatých oblastech Indie. Všechny železnice byly vybudovány Brity.
Jako první, v letech 1879 až 1881 byla postavena 88 km dlouhá Dárdžilingská horská železnice z města Siliguri do Dárdžilingu v indickém svazovém státě Západní Bengálsko. Díky přiznivému klimatu byl Dárdžiling v období Britského Rádže významným horským střediskem. Zprovozněním železnice došlo k dalšímu rozvoji oblasti. Pro své rozměry je často nazývaná vláčkem na hraní (Toy train).
Nilgirská horská železnice je 46 km dlouhá Ozubnicová dráha v Západním Ghátu v svazovém státu Tamil Nadu. Byla vybudována postupně, nejprve mezi městem Coimbatore a horskou stanicí Connor v letech 1894 až 1899, v roce 1908 byla prodloužena do horské stanice Ooty v horách Nilgiri.
| Jméno železnice                | Délka v km | Nejnižší bod m n. m. | Nejvyšší bod m n. m. | Otevřena rok | Rozchod v mm | Rok zapsání do seznamu Světového dědictví |
| ------------------------------ | ---------- | -------------------- | -------------------- | ------------ | ------------ | ----------------------------------------- |
| Dárdžilingská horská železnice | 88         | 100 New Jalpaiguri   | 2300 Ghum            | 1881         | 610          | 1991                                      |
| Nilgirská horská železnice     | 46         | 326 Mettupalayam     | 2218 Fern Hill       | 1908         | 1000         | 2005                                      |
| železnice Kalka - Shimla       | 96         | 658 Kalka            | 2086 Shimla          | 1903         | 762          | 2008                                      |